# Distretto di Chedepo
Il distretto di Chedepo è un distretto della Liberia facente parte della contea di River Gee.